# 11. Klavierkonzert (Mozart)
Das 11. Klavierkonzert in F-Dur, KV 413, ist ein Klavierkonzert von Wolfgang Amadeus Mozart. Nach einer anderen Zählung ist es das 5. Klavierkonzert Mozarts.

## Entstehung
Das Klavierkonzert entstand im Herbst 1782. Es entstand chronologisch gesehen nach dem 12. Klavierkonzert KV 414, trägt aber die niedrigere Nummer. Es sind die ersten Klavierkonzerte Mozarts, die in Wien und nicht mehr in Salzburg geschrieben wurden. Mozart schrieb es für eigene Aufführungen in Wien. Am 28. Dezember 1782 schrieb er seinem Vater: „Die Concerten sind eben das Mittelding zwischen zu schwer und zu leicht. Sie sind sehr brillant – angenehm in die Ohren – natürlich ohne in das Leere zu fallen. Hie und da können auch Kenner allein Satisfaction erhalten – doch so – dass die Nichtkenner damit zufrieden sagen müssen, ohne zu wissen warum.“ Aus diesen Zeilen wird deutlich, dass die Konzerte KV 413 bis 415 für die Aufführung in Wien geschrieben wurden und einem kommerziellen Ziel folgten. Die Maßgabe war offenbar, Kenner und Nichtkenner durch Klangschönheit zufrieden zu stellen. Dennoch endet der letzte Satz pianissimo, was möglicherweise für eine geplante Aufführung in kleinerem Kreise spricht.

## Zur Musik

### 1. Satz: Allegro
Der Hauptsatz steht im Tripeltakt, was für Konzertsätze Mozarts höchst ungewöhnlich ist und sonst nur im Klavierkonzert KV 449 und KV 491 vorkommt. Das Hauptthema beginnt mit einem Orchesterunisono. Das zweite Thema ist tonal seltsam unentschlossen und wendet sich nach sieben Takten ausgeprägt modulierend von der Dominante zurück zur Tonika. Der Einstieg des Soloklaviers kommt danach fast einem eigenen ersten Thema gleich, bevor das Hauptthema, aufgeteilt auf Orchester und Solisten, gemeinsam erklingt. Die kurze Durchführung steht in Moll und verarbeitet kaum das vorgegebene Themenmaterial, kommt also konzeptional einer Phantasiedurchführung, wie in den früheren Konzerten üblich, näher. Die Solokadenz fällt hier um einiges virtuoser als im vorherigen 12. Klavierkonzert aus. Die letzten Akkorde des Orchesters beenden den Satz mit einer fragenden Geste, da sie von f zu a aufsteigen und dadurch mit der Terz zu F-Dur enden.

### 2. Satz: Larghetto
Das liedhafte Thema schreitet erhaben in den Violinen voran. Die Fagottstimmen in diesem Satz sind durchaus bereits obligat, wie das bei den kommenden Werken Mozarts für alle Holzbläser zur Regel werden wird. Das Soloklavier steigt mit der gemeinsam mit dem Orchester variierten Wiederholung des Liedthemas in den Satz ein. Der Aufbau des Larghettos ist recht einfach gestaltet und sieht von einem ausformulierten zweiten Thema ab. Stattdessen folgt nach einer längeren Überleitung die Wiederholung des Hauptthemas, teilweise gar in f-Moll, und eine längere Solokadenz. Mit einem abschließenden Vortrag des Hauptgedanken endet der einfache, aber bewegende Satz.

### 3. Satz: Tempo di Menuetto
Das abschließende Rondo ist auf Art und Weise eines Menuetts komponiert. Der kurze Satz ist geprägt von einigen kompositorischen Feinheiten. Bereits das Hauptthema besteht im Ganzen aus einem Refrain und zwei Variationen. Einige Motive aus der Überleitung zwischen diesen beiden Variationen tauchen im ganzen Satz wieder auf. Das elegante Hauptthema wird in zwei Couplets und einigen Refrains geistreich von Orchester und Soloklavier variiert. So entsteht beispielsweise in der letzten Wiederholung des Hauptthemas ein doppelter Kontrapunkt. Eine verinnerlichte Coda beendet den Satz piano, was nur selten in Mozarts Schlusssätzen vorkommt.

## Stellenwert
Das 11. Klavierkonzert gehört zur Gruppe der frühen Wiener Konzerte. In ihnen vollzieht sich ein wichtiger Wandel in der formalen Anlage der Konzerte. So wächst die Bedeutung und das Ausmaß der Eingangsritornelle der Hauptsätze immer weiter an, und es zeigt sich, dass Mozart hier ein neues Konzept vor Augen hat. Die Bezeichnung der Orchesterexposition kann nun auf die Konzerte Mozarts angewendet werden, welche sich damit immer mehr zur klassischen Grundform des Klavierkonzertes entwickeln.
Auch in der Entwicklung der obligaten Begleitung, also vom accompagnement libre zum obligaten Accompagnement, sind diese ersten Wiener Konzerte ein wichtiger Baustein. Sie sind die letzten, welche formal noch die freie Verwendung der Holzbläser erlauben. Jedoch sind diese an einigen Stellen bereits untrennbar in das musikalische Geschehen eingewoben. So treten im zweiten Satz dieses 11. Klavierkonzertes zwei Fagotte hinzu, welche nicht aus der Konzeption herauszulösen sind. Ein weiteres wichtiges Element der frühen Wiener Konzerte sind die zahlreichen Solokadenzen und Eingänge des Pianisten, welche teilweise eine gesteigerte Virtuosität der Konzerte bewirken.